# Familia Huniade
Familia Huniade, numită și Familia Corvineștilor (în maghiară Hunyadi, sau Hunyady în surse istorice) a fost o importantă familie nobilă maghiară de origine valahă. Există ipoteza că linia paternă a familiei a fost și ortodoxă, dar a devenit romano catolică și a înclinat spre partea maghiară datorită faptului că maghiarii aveau în acea perioadă un statut social-politic mai ridicat în Transilvania. Acest fapt era destul de comun pe atunci, mai multe familii nobile maghiare au avut membri de origine valahă datorită acestui motiv. Controversele asupra căsătoriilor dintre cele două etnii au apărut abia după perioada războaielor purtate cu Imperiul Otoman.
Primul membru al familiei Corvinilor menționat în documentele istorice a fost cumanul Both (din neamul lui Thocomerius). Serb, Sorb sau Csorba în maghiară), fiul lui Both era care s-a stabilit în comitatul Huniad (în maghiară Hunyad) în Transilvania, venind din Valahia. Fiul său, Vajk, (numit și Voyk sau Vojk), a fost înnobilat în 1409 și a primit moșia castelul Huniazilor (astăzi Hunedoara), atunci numit Hunyadvár (astăzi Vajdahunyad în maghiară), care a devenit proprietatea ereditară a familiei.
Familia Huniade mai este cunoscută și sub numele de Corvin, Corvinus sau Corvinești.

## Originea numeluiCorvin
Originea numelui Corvin nu este foarte clară. Există câteva teorii referitor la etimologia numelui Corvin. Cea mai acceptată dintre acestea este cea în care se spune că numele Corvin se referă la cuvântul latin corvus (corb); totuși mai probabilă pare să fie conecția cu orașul Kovin (Kubin, Keve în maghiară; Covinum în latină) - "in Corvino vico", cum a scris Antonio Bonfini.
Originile etnice românești ale voievodului sunt confirmate de mai multe surse, precum faptul că până în anul 1439, Iancu este numit în documente Ioan Românul. Fiul său, Matia Corvin, a fost criticat de Frederic al III-lea de Habsburg pentru faptul că nu are origini regale, având un tată român. Matia, la rândul său, când i se reproșa că nu are origini regale, făcea trimitere la originile sale romane.
Papa Pius al II-lea scrie în Cosmographia din 1458: „Ioan de Hunedoara, a cărui reputație o întunecă pe a celorlalți, nu a sporit atât gloria ungurilor cât a românilor din mijlocul cărora se născuse” (Joanes Huniades, cuius nomen caeteros obnubilat, non tam Hungaris quam Valachis, ex quibus natus erat, gloriam auxit).

## Blazonul familiei Huniade

Blazonul familiei Huniade

Originea blazonului familiei Huniade, care prezintă un corb cu un inel de aur în cioc, nu sunt foarte clare. Anuarul Silezian spune că un corb a smuls inelul din mâna tânărului Iancu, iar acesta a ucis pasărea cu o săgeată, recuperând astfel inelul, și pentru a comemora acest incident, a ales corbul ca simbol pentru blazonul său.
Alți istorici sunt de părere că blazonul a fost derivat de la una din moșiile familiei, numită Piatra Corbului (în maghiară Hollókő). Altă legendă spune că mama lui Matei a reușit să-i trimită un mesaj prin intermediul unui corb, atunci când acesta era captiv în Praga (ceea ce explică motivul pentru care Serviciul Poștal din Ungaria a avut ca simbol un corb timp de mai bine de un secol).
Alte teorii susțin că, la fel ca și șoimul pentru dinastia Arpadiană, corbul este o veche pasăre simbol. Acest blazon ar fi fost folosit de strămoșii regelui Matei cu mult timp înainte, ceea ce ar explica și posibila origine cumană a familiei.

## Membri importanți
- Ioan Huniade (1400/1407?–1456), al doilea fiu al lui Voicu. Un mare conducător de armată, ajunge voievod al Transilvaniei și General Căpitan și Regent al Ungariei.
- Ladislau Huniade (1433–1457), fiul mai mare al lui Ioan Huniade, conducător de oști și om de stat în Ungaria. Subiectul unei opere compuse de Ferenc Erkel.
- Regele Matia Corvin al Ungariei (1443–1490), al doilea fiu al lui Ioan Huniade, a domnit în Ungaria și Croația din anul 1458 până în 1490, iar în Boemia și Silezia din 1469 până în 1490.
- Ioan Corvinus (1473–1504), fiul regelui Matia Corvin, duce de Głogów (Silezia) și ban al Croației și Slavoniei.

## Arborele genealogic al familiei Huniade
```
                                                        
Mengu-Timur
[
7
]
[
necesită
 
sursă
 
mai
 
bună
]

                                                             │ 
                                                         
Thocomerius

                                                             │
                                                      
Basarab I

                                                             │
                                      Cneaz cuman    ∞    ... Basarab
                                            │                │ 
                                            |─────────┐──────|
                                                      │
                                                    
Both

                                                      │
                                          ┌───────────┴──────────┐
                                       
Csorba
/
Sorb
(∞Édua)        Rados
                                          │                     
      ┌──────────────┬────────────────────|─────────────────────────────────┐                       
    Rados          Magos                
Vajk
/Voicu(∞
Erzsébet Morzsinai
)  Candachia   
                                          │
                              ┌───────────|─────——────────────────┐─────────┐──────——──┐─────——──┐─────——──┐
                            János        
János
(∞
Erzsébet Szilágyi
)Iván     Vajk     Erzsébet   Klára     Mária
                          1395-1400    1400-1456
                              ┌───────────┴─────────┐
                            
László
               
Mátyás
(o-o Borbála Edelpeck)
                          1431-1457             1443-1490
                             ++                     │
                                              
János Corvin
(∞Frangepán Beatrix)
                                                1473-1504
                                                    │
                                        ┌───────────┴─────────┐
                                 Erzsébet Corvin        
Kristóf Corvin

                                   1496-1508              1499-1504
                                      ++                     ++
```